# Liam Lawrence
Liam Lawrence (Retford, Inglaterra, 13 de diciembre de 1981) es un futbolista irlandés, de origen inglés. Juega de volante y actualmente se encuentra sin equipo, su último club fue el PAOK Salonica FC de la Super Liga de Grecia. 
Liam inició su carrera como futbolista en el Mansfield Town. Luego de dos temporadas fue observado por los directivos del Stoke City y decidieron adquirirlo por 4,5 millones de euros. Tras la lesión de un referente en el medio campo del Stoke City, le tocó ingresar en reemplazo de cuyo jugador tuvo una actuación muy buena lo que hizo que se ganara la confianza del entrenador y comenzara a ser irreemplazable en el once inicial. Con cuyo equipo logró el ascenso a la Premier League de Inglaterra, en 2008. Luego del ascenso los malos resultados no acompañaron y el entrenador fue despedido. Tras la llegada del nuevo entrenador Liam no tenía lugar en el equipo, entonces optó por irse en calidad de cedido al Sunderland. Después del término de la cesión volvió al equipo dueño de su pase, tras seis meses la institución del Stoke City decide cederlo nuevamente por seis meses pero esta vez al descendido Portsmouth FC, que después de la finalización del préstamo el equipo toma la decisión de adquirirlo por 2,5  millones de euros, y firmaría por 4 años, es decir hasta 2014.
Fue el capitán del Portsmouth FC hasta mediados del 2012 después de quedar libre el 10 de agosto por los graves problemas económicos que vivía el club, decidió fichar por el PAOK Salonica FC de Grecia.

## Selección nacional
El 3 de marzo del 2006, Liam hizo su debut con la selección de fútbol de Irlanda, en un partido contra Suecia, partido que perdería su selección por 3 a 1. Su segunda convocatoria fue recién en 2009 en un amistoso con la selección de Nigeria, entró en el minuto 84 cuando el partido ya estaba casi terminado, ganaban los africanos por 2 a 0, pero con dos zapatazos desde fuera del área empató el partido, que luego terminaría en el empate entre estas selecciones. En su tercera convocatoria se ganó un lugar en el once de la selección contra los sudafricanos en un partido amistoso previo al Mundial 2010, que se realizaría en Sudáfrica. Luego de varios partidos de su selección tanto amistosos como por eliminatorias volvió a ser convocado por el mismo entrenador que lo había castigado por tener sexo con su compañero un día antes del partido por las eliminatorias rumbo al Mundial. El partido era contra Francia nada más y nada menos que por la repesca para el mundial, su selección empató el partido 1 a 1 con un gol polémico de los franceses en el último minuto del descuento, entonces la República de Irlanda quedó eliminada.

## Vida personal
Es hijo de padre inglés y madre escocesa, tiene tres hermanos varones pero ninguno de ellos futbolista.

## Clubes
| Club             | País       | Año         |
| ---------------- | ---------- | ----------- |
| Mansfield Town   | Inglaterra | 1999-2004   |
| Sunderland AFC   | Inglaterra | 2004-2006   |
| Stoke City       | Inglaterra | 2006- 2011  |
| Portsmouth F. C. | Inglaterra | 2011 - 2012 |
| Cardiff City FC  | Gales      | 2012        |
| PAOK FC          | Grecia     | 2012-2014   |
| Barnsley FC      | Inglaterra | 2014        |
| Shrewsbury Town  | Inglaterra | 2014-2016   |
| Bristol Rovers   | Inglaterra | 2016-2017   |
| Rushall Olympic  | Inglaterra | 2017        |

## Palmarés

### Campeonatos nacionales
| Título                       | Club           | País       | Año  |
| ---------------------------- | -------------- | ---------- | ---- |
| Football League Championship | Sunderland AFC | Inglaterra | 2005 |